# Валенсуэла, Родриго
Родриго Валенсуэла (исп. Rodrigo Ignacio Valenzuela Avilés род. 27 ноября 1975, 22 ноября 1975 или 29 ноября 1975, Сантьяго) — чилийский футболист и тренер, выступавший на позиции полузащитника. Известен своими выступлениями за клубы Чили и Мексики, а также за сборную Чили.

## Биография
Родриго Валенсуэла родился 27 ноября 1975 года в Сантьяго, Чили. Свою футбольную карьеру он начал в молодёжной команде клуба «Унион Эспаньола», где играл с 1988 по 1993 год. В 1994 году он дебютировал в основном составе клуба и провёл за него 107 матчей, забив 20 голов.
В 1998 году Валенсуэла перешёл в мексиканский клуб «Америка», где провёл два сезона. После этого он играл за различные клубы в Мексике, включая «Лобос БУАП», «Леон», «Атлас» и «Веракрус». В 2001 году он вернулся в Чили, где выступал за «Сантьяго Уондерерс» и «Универсидад де Чили».
С 2007 по 2014 год Валенсуэла играл за «Универсидад Католика», где провёл 174 матча и забил 6 голов. В этом клубе он завершил свою игровую карьеру.
В сборной Чили Валенсуэла дебютировал 11 февраля 1998 года в матче против Англии. Всего за сборную он провёл 18 матчей, не забив ни одного гола. Он участвовал в Кубке Америки 2001 и 2004 годов.
После завершения игровой карьеры Валенсуэла начал тренерскую деятельность. С 2021 года он работает ассистентом тренера в Универсидад Католика.